# Wagnergate
Wagnergate è il nome attribuito dai media a un'operazione condotta dai servizi speciali ucraini che prevedeva di attirare su un volo di linea alcuni mercenari del Gruppo Wagner e farlo poi atterrare a Kiev per arrestarli. Secondo le indagini di Bellingcat e The Insider, l'operazione è stata condotta con la partecipazione segreta degli Stati Uniti e della Turkish Airlines. L'operazione è fallita nel luglio 2020 a causa del rinvio della sua fase critica su ordine di Andrij Jermak e della presunta fuga di informazioni dall'ufficio del Presidente dell'Ucraina.

## La trappola
Il gruppo di mercenari della Wagner venne attirato a Minsk con la promessa di lavori ben pagati in Venezuela. Secondo il piano dell'operazione, l'aereo che li avrebbe trasportati in Venezuela da Minsk sarebbe poi atterrato a Kiev, dove i mercenari sarebbero stati arrestati. Tuttavia, dopo una chiamata dall'ufficio del presidente ucraino, il trasporto è stato posticipato di un giorno, presumibilmente per condurre colloqui programmati con la Russia. Nel frattempo, le informazioni sul trasporto trapelano e i mercenari vennero arrestati dalle autorità bielorusse a Minsk, per poi essere riconsegnati alla Russia.

## Prime reazioni
Subito dopo l'arresto dei mercenari da parte delle autorità bielorusse, nessuno tra Bielorussia, Russia e occidente, sapeva realmente cosa ci fosse dietro. L'agenzia di stampa nazionale "Belarusian Telegraph Agency" (BelTA) riportò che le agenzie di sicurezza bielorusse avevano dichiarato di aver ricevuto informazioni su oltre 200 mercenari in arrivo in Bielorussia "per destabilizzare la situazione durante la campagna elettorale". Il Consiglio di sicurezza bielorusso ha accusato gli arrestati di preparare "un attentato terroristico".
Radio Liberty, finanziata dagli Stati Uniti, ha riferito che i mercenari erano probabilmente diretti in Sudan, citando filmati che mostravano la valuta sudanese e una scheda telefonica raffigurante la moschea Khatmiya di Cassala tra gli effetti personali di coloro che erano stati arrestati. Altri credevano anche che i mercenari stessero semplicemente usando la Bielorussia come punto di sosta sulla strada per o dal loro ultimo incarico, forse in Africa, con BBC News che sottolineava il filmato della valuta sudanese e anche una scheda telefonica sudanese.
La Russia ha confermato che gli uomini erano impiegati da una società di sicurezza privata, ma ha dichiarato che erano rimasti in Bielorussia dopo aver perso la coincidenza per la Turchia e ha chiesto il loro rilascio. Il capo del gruppo investigativo bielorusso aveva affermato che i mercenari non avevano intenzione di volare ulteriormente in Turchia e che stavano fornendo "resoconti contraddittori". I mercenari hanno dichiarato di essere in viaggio verso Venezuela, Turchia, Cuba e Siria.
Le autorità bielorusse hanno anche affermato di ritenere che il marito della candidata presidenziale dell'opposizione Svjatlana Cichanoŭskaja potesse avere legami con gli uomini detenuti e hanno avviato un procedimento penale contro di lei.
Successivamente, il presidente russo Vladimir Putin ha dichiarato che gli uomini detenuti erano vittime di un'operazione di intelligence congiunta dell'Ucraina e degli Stati Uniti.

## Negazioni e ammissioni dell'Ucraina
Il capo della Direzione generale dell'intelligence ucraina Kyrylo Budanov ha negato l'esistenza dell'operazione, sostenendo che si trattava di una storia falsa per screditare i servizi speciali ucraini. Sebbene il capo di gabinetto del presidente ucraino, Andrij Jermak, abbia negato il coinvolgimento nelle detenzioni dichiarando che "sembra una campagna di disinformazione ben congegnata e pianificata", in seguito numerosi giornalisti, membri del parlamento e politici ucraini hanno confermato l'operazione.
Il giornalista ucraino Yuri Butusov ha accusato Andrij Jermak di "tradimento" dopo che questo ha diffuso informazioni sull'operazione contro la Russia. Butusov riferì che nell'operazione era coinvolta anche l'agenzia di intelligence turca MİT. Il fallimento dell'operazione ha portato a licenziamenti e procedimenti penali tra il personale dei servizi di sicurezza ucraini, secondo un rappresentante dell'intelligence ucraina utilizzando lo pseudonimo di "Bogdan". Anche l'ex presidente ucraino Petro Poroshenko ha affermato nel dicembre 2020 di aver sanzionato l'operazione alla fine del 2018.
Un rapporto successivamente pubblicato dalle autorità ucraine, indicava che tra i mercenari del gruppo vi erano alcuni accusati dall'Ucraina di essere coinvolti nell'abbattimento di un aereo da trasporto ucraino IL-76 e del volo 17 della Malaysia Airlines.

## Indagine
Il 17 novembre 2021, Bellingcat e The Insider hanno pubblicato la prima parte dell'indagine Wagnergate. Secondo le loro indagini, l'operazione è stata condotta con la partecipazione segreta degli Stati Uniti e della Turkish Airline. L'operazione speciale è fallita nel luglio 2020 a causa del rinvio della sua fase critica su ordine di Andriy Yermak e della presunta fuga di informazioni dall'ufficio del Presidente dell'Ucraina.
La vicenda è stata ulteriormente indagata da Christo Grozev che ha affermato che il gruppo Bellingcat avrebbe pubblicato un documentario sul Wagnergate.